# Franz Brentano
Franz Clemens Honoratus Hermann Brentano (født 16. januar 1838 i Marienberg ved Boppard am Rhein, død 17. marts 1917 i Zürich) var en tysk filosof og psykolog der øvede stor indflydelse på områderne filosofi og psykologi.
Brentano forbandt filosofien med psykologien, der for ham simpelthen var grundvidenskaben. Han lagde grunden til "aktpsykologien" der senere også øvede indflydelse på hans elever Edmund Husserl, Alexius Meinong, Sigmund Freud, Rudolf Steiner und Carl Stumpf. De tilhører den såkaldte Brentanoskole.

## Liv
Brentano var født ind i en indflydelsesrig katolsk familie, indvandret fra Italien; han var gennem faderen beslægtet med Clemens Brentano og Bettina von Arnim.
Han studerede filosofi ved universiteterne i München, Würzburg, Berlin og Münster og viste særlig interesse for Aristoteles og skolastisk filosofi. Sin doktorafhandling om værens-begrebets mangetydighed hos Aristoteles skrev han ved universitetet i Tübingen. Derefter studerede han teologi og gennemgik det katolske præsteseminar, først i München og senere i Würzburg; han blev præsteviet i 1864. Mellem årene 1865 og 1866 skrev han og fremlagde sin habilitationsafhandling (docentafhandling) og begyndte at forelæse ved Würzburguniversitetet.

## Brentanos filosofi

### Intentionalitet
Brentano er mest kendt for i sine forelæsninger og i bogen Psychologie vom empirischen Standpunkt ("Psykologi fra en empirisk synsvinkel") at have genindført det skolastiske begreb intentionalitet i den filosofiske diskussion. Brentano så intentionaliteten som det der kendetegner alle psykiske fænomener og adskiller dem fra alle fysiske. Han mente at alle psykologiske foreteelser – de såkaldte "mentale akter" – som for eksempel trosforestillinger, følelser, ønsker, sansninger og så videre kendetegnes af at de handler om noget. Når man tror, er det altid om eller på noget man tror, ønsker osv. Brentano siger at de mentale akter er "rettede " mod et "intentionelt objekt", det vil sige mod genstanden eller målet for akten.
Intentionaliteten, det at have et intentionelt objekt, var ifølge Brentano det der adskilte det psykiske fra det fysiske. Fysiske foreteelser kunne ikke have nogen "oprindelig intentionalitet", men blot indirekte give anledning til "afledt intentionalitet". Det vil sige: en fysisk genstand kan ikke på egen hånd betyde noget eller symbolisere noget eller stå for noget eller have mening eller forestille noget; alt dette kan det blot derved at det er ophav til mentale akter som er rettede mod noget andet end den fysiske genstand (og som vi siger at den fysiske genstand symboliserer eller forestiller).
| Citat | Alle psykiske fænomener kendetegnes af noget som skolastikerne i middelalderen kaldte et intentionalt (eller mentalt) ikke-eksisterende objekt, og som vi skulle kunne beskrive, om ikke helt utvetydigt, som at de henviser til et indhold, at de er rettede mod en genstand eller et mål (som her ikke skal forstås som "en ting") eller har en immanent objektivitet. Alle psykiske fænomener indeholder i sig et objekt, selv om de ikke alle gør det på samme måde. I en forestilling findes der noget som forestilles, i en dom eller udtalelse findes der noget der bekræftes eller benægtes, i kærlighed noget der elskes, i had noget der hades, i ønsket noget der ønskes osv. Denne intentionelle in-eksistens er et særkende hos psykiske foreteelser. Ingen fysiske fænomener opviser noget lignende. Vi kan derfor definere det psykiske ved at sige at det er de fænomener som i sig intentionelt indeholder et objekt. | Citat |
| Brentano, F. (1874). Psychologie vom empirischen Standpunkte. Leipzig: Verlag Duncker & Humblot, s. 115/116 | |       |

### Perceptionsteori
Brentano er også kendt for udtrykket Wahrnehmung ist Falschnehmung (så nogenlunde: "holden-for-sandt" er "holden-for-falsk" – ordspil på tysk). Pointen skulle være at sansningen af en ydre verden ikke beviser at denne yderverden faktisk eksisterer eller er som den synes at være; den kunne være en illusion. Derimod er introspektionen, det vil sige den "indre" opfattelse af vore egne oplevelser fuldkommen tilforladelig, mente han.
Noter
1. ↑  Om bevidstheden som akt, se afsnit i opslaget om transcendental fænomenologi — Aktpsykologi: se evt. Aktpsychologie (tysk)
2. ↑  Tysk citat kan læses i Intentionalitet#Moderne tid (tysk)

## Værker i udvalg
- Psychologie vom empirischen Standpunkt, Leipzig (1874).
- Über die Gründe der Entmutigung auf philosophischem Gebiete, Wien (1874).
- Was für ein Philosoph manchmal Epoche macht, Wien/Pest/Leipzig (1876).
- Vom Ursprung sittlicher Erkenntnis, Leipzig (1889).
- Das Genie, Leipzig (1892).
- Das Schlechte als Gegenstand dichterischer Darstellung, Leipzig (1892)
- Über die Zukunft der Philosophie, Wien (1893)
- "Meine letzten Wünsche für Österreich", i: Neue Freie Presse, 2./5./8. December 1894.
- Die vier Phasen der Philosophie und ihr augenblicklicher Stand, Stuttgart (1895).
- Untersuchungen zur Sinnespsychologie, Leipzig (1907).
- Aristoteles und seine Weltanschauung, Leipzig (1911).
- Aristoteles’ Lehre vom Ursprung des menschlichen Geistes, Leipzig (1911).